# Veltto Virtanen

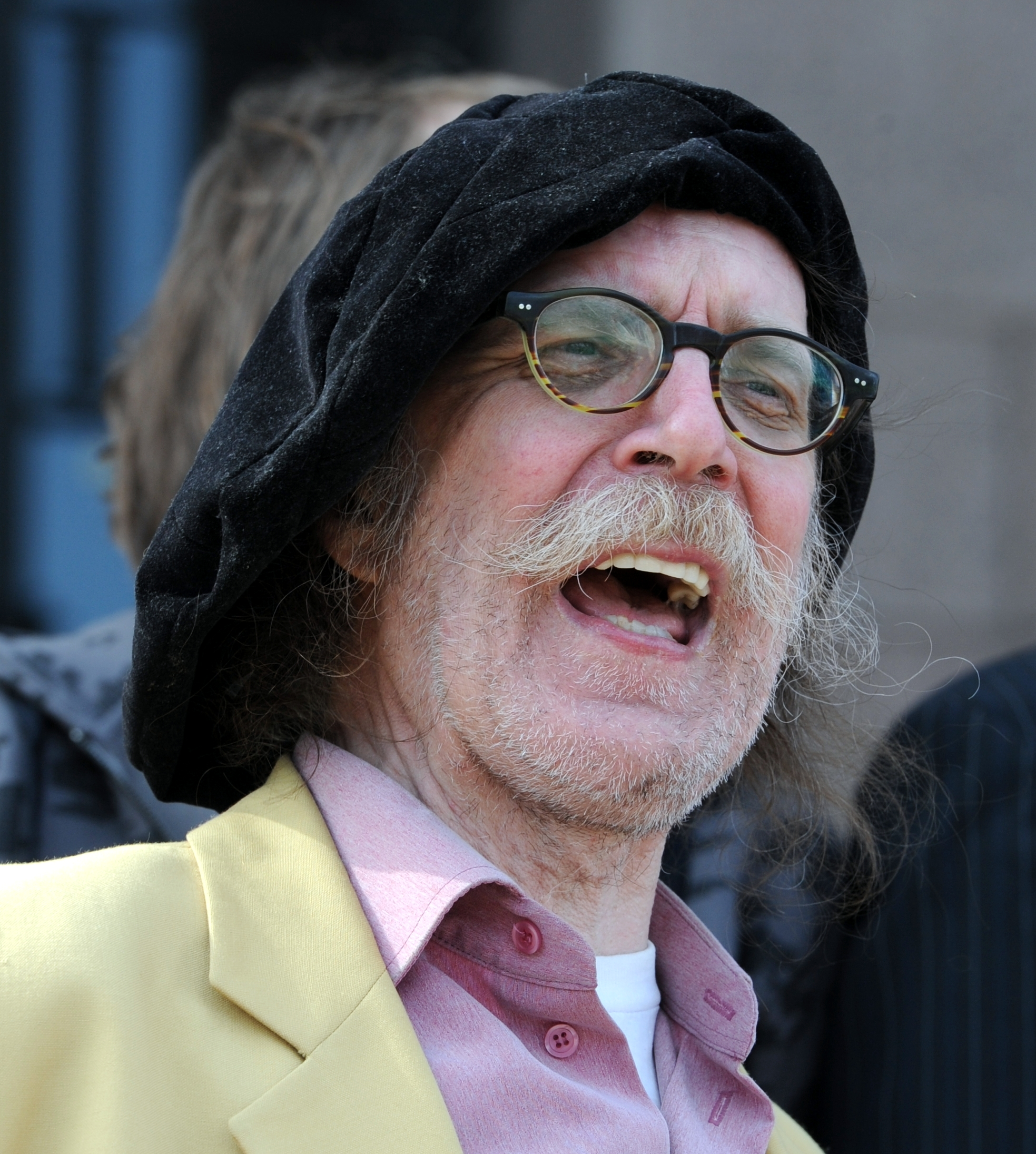
Veltto Virtanen i sin typiska basker, 2010.

Pertti Olavi "Veltto" Virtanen, född 18 maj 1951 i Tavastehus, är en finländsk rockmusiker, psykolog och politiker, före detta riksdagsledamot. Han var kandidat (partilös) i presidentvalet 1994. Han var riksdagsledamot först 1995–1999, knuten till Ekologiska partiet, och sedan 2007–2015, då han representerade Sannfinländarna.

## Utmärkelser
- Riddartecknet av I klass av Finlands Lejons orden,  6 december 2011[1]

[Redigera Wikidata]